# 烈風
| 0    | 1 | 2 | 3 | 4 | 5 | 6    | 7 | 8 | 9    | 10 | 11   | 12 |
| ---- | - | - | - | - | - | ---- | - | - | ---- | -- | ---- | -- |
| 無風 |   |   |   |   |   | 強風 |   |   | 烈風 |    | 暴風 |    |

根據香港天文台的定義，烈風（Gale）的定義是指風力達蒲福氏風級8級至9級，即每小時63至87公里，相當於每小時34至47海里或每秒18至24米的風力。在澳門，蒲福氏風級8級的風力稱為「疾勁」（Gale），而「烈風」（Strong gale）只代表9級的風力。較烈風風力高一級的，是暴風，而低一級的則是強風。

## 影響
樹枝折斷，雨水被捲回半空，使視野更差。風從門窗之縫隙吹進時會發出高音的鳴叫。街上的垃圾桶、路障，不穩固的招牌或棚架等物件可能被吹倒。

## 相對的熱帶氣旋分級
在西北太平洋，其中心附近最高持續風力達烈風程度的熱帶氣旋，會被分級為熱帶風暴（Tropical Storm）。熱帶風暴中心附近最高持續風力達每小時63至87公里，對陸地影響為輕微。

## 相對的熱帶氣旋警告信號

### 香港及澳門
當熱帶氣旋令香港及澳門風力達烈風程度，香港天文台會發出八號烈風或暴風信號，澳門氣象局會改發八號風球，意指本地風力會達到每小時63至117公里。

### 中國大陸
如中國大陸各市縣24小時內可能受熱帶氣旋影響，平均風力達烈風或以上程度，或者已經受熱帶氣旋影響，平均風力達烈風程度並可能持續，當地氣象局會發出颱風黃色預警信號。

### 台灣
當預測颱風的七級風暴風範圍（每小時52公里以上）可能侵襲臺灣或金門、馬祖100公里內海域，臺灣中央氣象局會在之前24小時對該海域發佈海上颱風警報。而當預測颱風的七級風暴風範圍（每小時52公里以上）可能侵襲臺灣或金門、馬祖陸地，會在之前18小時對各該地區發佈陸上颱風警報。

### 菲律賓
當菲律賓受熱帶氣旋影響，未來24小時內該區風力可達60－120公里／小時（接近烈風至剛達到颶風程度），會發出二號風暴信號。

### 美國
當美國沿海地區會遭受熱帶風暴影響，風力將達烈風至暴風程度，美國國家颶風中心警告會在之前36小時發出熱帶風暴警告。

## 其他相對的信號
如果風速達到烈風或以上的程度，而風勢是因為季候風引致，香港天文台會維持發出強烈季候風信號（因為指強風或以上風力並無上限）。澳門氣象局會維持懸掛強烈季候風信號（簡稱黑球）。
如在非熱帶氣旋情況下，中國大陸各市縣（深圳以外的廣東省地區除外）風力在六小時内可能或者已經達到烈風或以上的程度，會發出大風黃色預警信號（當沙塵暴預警信號生效時不會發出）。
如廣東省各市縣（深圳及珠海除外）六小時內可能受雷雨大風影響，風速達到烈風或以上的程度並伴有雷電，當地氣象局會發出雷雨大風黃色預警信號。
當美國沿岸及五大湖在非熱帶氣旋情況下，風力將達到烈風至暴風程度，美國國家氣象局會發出烈風警告。當預料陸地至少一小時的持續風力達每小時64–92公里時，及/或陣風達每小時93–117公里時，會發出大風警告（但當熱帶風暴警告、暴雪警告、強雷暴警告或塵暴警告生效時不會另行發出）。
當預料澳洲沿岸風力達烈風程度時，澳洲氣象局會發出烈風警告。